# Кожанок Бобринского
Кожанок Бобринского (лат. Eptesicus bobrinskoi) — животное, летучая мышь. Единственное рукокрылое, описанное на территории Казахстана. Редкий малоизученный вид.
Классификация: род Кожаны (Eptesicus), семейство Кожановые (Vespertilionidae), отряд Рукокрылые (Chiroptera), класс Млекопитающие (Mammalia).
Как новый вид был описан в 1935 году Александром Петровичем Кузякиным. Получил название в честь зоолога Николая Алексеевича Бобринского (1890—1964). Впервые кожанок Бобринского обнаружил в Центральном Казахстане С. П. Наумов.
По своей морфологии близок к северному кожанку, но меньше по всем параметрам. Ухо по сравнению с ним более узкое, в вершинной части вытянутое. Череп сплющенный.
В полевых условиях практически не отличим от кожановидного нетопыря. От других видов отличается или меньшими размерами, или строением черепа.
Параметры:
- длина тела 48-54 мм
- предплечье 34-37 мм
- длина черепа 14-15 мм

Мех густой, волосы коричнево-бурые в основании со светлыми окончаниями. Окрас верха оливково-желтоватый, низ белёсый. Высота меха на спине 8-10 мм.
Ареал состоит из разрозненных очагов на территории, примыкающей к северному и северно-восточному берегу Аральского моря: долина нижнего течения Тургая, окрестности Иргиза, Челкара, Арыскумы, северо-западная Бетпак-Дала. Второй очаг в низовьях Эмбы и в степной зоне по р. Большая Хобда. Одиночные особи встречались на территории Ирана (2006 год), в Якутии и на Северном Кавказе.
Самки обычно собираются в колонии из 6-8 особей. Приплод — один детёныш, рождается летом не раньше середины июня.